# Hoya (Mindener Patriziergeschlecht)

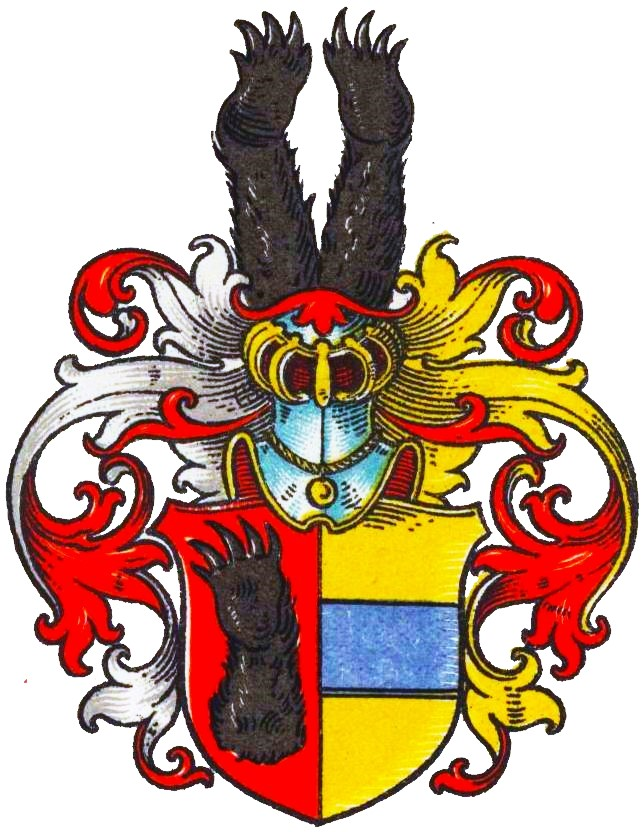
Wappen derer von Hoya im Wappenbuch des Westfälischen Adels

Hoya (auch von der Hoya, Hoje o. ä.) ist der Name eines westfälisch-niedersächsischen Patrizier- und Adelsgeschlechts.

## Geschichte
Die Abstammung des Geschlechts ist nicht sicher bestimmt. Während einige eine Stammesverwandtschaft mit den Grafen von Hoya vermuten, sollen sie nach anderen lediglich Lehnsleute der Grafen von Hoya gewesen sein. Später jedenfalls waren sie Patrizier in Minden. 1344 besaßen sie Lehen zu Ruberch, 1664 zu Petershagen und 1685 zu Bölhorst.
Ernst Heinrich Kneschke führt unter der Familie Hoya fälschlicherweise einen „Johann v. der H.“ als Bischof zu Halberstadt (1418–1435). Tatsächlich war dies jedoch Johannes von Hoym († 1437) aus dem Adelsgeschlecht derer von Hoym.
Schweder von der Hoya bekam 1536 Lehen in Dützen, Nordhemmern und auf dem Mindener Felde, worauf er aber schon 1540 verzichtete. 1558 urkunden Henrich und Arendt von der Hoya. Im Jahr 1560 besaß die Familie das Erbschenkenamt.
Abraham von der Hoya war 1578 Amtmann zu Peine und erwarb zusammen mit „Anderen vom Adel“ das Bürgerrecht der Stadt Hildesheim.
Jonas ab Hoya Mindanus Westphalus wurde am 8. Dezember 1619 an der Universität Heidelberg immatrikuliert, studierte aber schon im Oktober 1619. Im Jahr 1640 heiratete Katharina Elisabeth von der Hoya, die Tochter des Mindener Ratsherrn Jonas von der Hoya, den 1605 in Braunschweig geborenen Heinrich von Beust. 1644 wurde jener zum Rat und Lehnsdirektor des Grafen Wilhelm Leopold zu Rheinstein und Tattenbach in der Grafschaft Regenstein ernannt. Er bekleidete dieses Amt 17 Jahre lang und war währenddessen unter anderem als Gesandter auf dem Reichstag in Regensburg tätig. Später zog er sich in den Ruhestand nach Braunschweig zurück, wo er 1667 starb. Verwitwet, ging Katharina Elisabeth eine zweite Ehe mit Daniel Fischer ein. Sie starb 1678. Die Grabplatte Beust-Hoya befindet sich in der Kirche St. Ägidien in Braunschweig.
In der Stadt Minden besaß die Familie von der Hoya ein Hofgut. Im Jahr 1662 erhielt der mindensche Landrentmeister Jobst Friedrich von der Hoya die Aufsicht über das Kohlenbergwerk in Bölhorst. Seine Frau Anna Elisabeth geb. Türken starb 1668. Nach 1673 wird er in Minden genannt und war kurbrandenburgischer Amtmann zu Hausberge bei Minden. Sein Bruder fiel 1689 als kurbrandenburgischer Oberstleutnant des Regiments von Zieten bei Bonn. Daniel Ernst (1683–1705) und Sylvester Friedrich von der Hoya (1688–1705) wurden beide in der Simeonskirche in Minden beigesetzt.
Da nun 1784 die von Derenthal die Hoyaschen Lehne in Minden besaßen, möglicherweise auch das Hoyasche Hofgut.
Noch 1806 und später dienten Nachkommen des Geschlechts in der königlich-preußischen Armee, u. a. zwei Brüder, von denen der ältere Bruder im Regiment von Schimonsky diente und 1825 als Major a. D. starb. Der jüngere war Major im Regiment von Treuenfels in Breslau.

## Wappen
Blasonierung: Von Rot und Gold gespalten. Vorne eine pfahlweise gestellte schwarze Bärentatze (nach Kneschke zwei Bärentatzen) (ähnlich Stammwappen der Grafen von Hoya), hinten ein blauer Balken. Auf dem Helm mit rechts rot-silbernen und links rot-goldenen Helmdecken zwei schwarze aufrechte Bärentatzen (auch Helmzier der Grafen von Hoya).

## Persönlichkeiten
- Katharina von der Hoya (1563–1617), Ehefrau des Detmolder Bürgermeisters Johann Schmerrhimen sowie Ehefrau von Bürgermeister Erich Reiche in Hannover